# NGC 1224
NGC 1224 est une galaxie lenticulaire située dans la constellation de Persée. Elle a été découverte par l'astronome américain Lewis Swift en 1885.

## Caractéristiques
Sa vitesse par rapport au fond diffus cosmologique est de 5 066 ± 15 km/s, ce qui correspond à une distance de Hubble de 74,7 ± 5,2 Mpc (∼244 millions d'al).
À ce jour, deux mesures non basées sur le décalage vers le rouge (redshift) donnent une distance de 80,550 ± 5,162 Mpc (∼263 millions d'al), ce qui est à l'intérieur des valeurs de la distance de Hubble.

## Groupe de NGC 1275
NGC 1224 fait partie du groupe de NGC 1275 qui compte au moins 48 membres dont NGC 1267, NGC 1270, NGC 1273, NGC 1275, NGC 1277, NGC 1279, IC 288, IC 294, IC 310 et IC 312. Le groupe de NGC 1275 fait partie de l'amas de Persée (Abell 426).